# Lecciones de buen amor
Lecciones de buen amor es una película española de 1944 dirigida por Rafael Gil y basada en un texto de Jacinto Benavente, este film se halla dentro de lo que el mismo realizador, Rafael Gil, calificó de “ternura suavemente satírica”, en contraposición al resto de films que había dirigido hasta el momento, que él definiría como films “de intriga y humor”. El cine de este periodo de Gil, que debuta como realizador tras la Guerra civil española, pudo apartarse de las tendencias marcadas por el Régimen para tratar, aunque fuera metafóricamente, la dura posguerra. Los tres títulos con los que inauguró su cinematografía fueron éxitos de taquilla. Paralelamente a sus trabajos para CIFESA, Rey Soria Films, una distribuidora mexicana que se lanzó a la producción en la posguerra española, lo contrata para realizar su primera. El texto original, una comedia benaventina en tres actos, tuvo su estreno teatral en 1924. En esta película Rafael Gil pudo trabajar con el equipo estable que había ido configurando a lo largo de esta primera etapa, al poder contar en la fotografía con Alfredo Fraile (1912-1994), en la escenografía con Enrique Alarcón (1917-1995) y en la composición con Juan Quintero Muñoz. El trabajo compenetrado de estos tres profesionales generó un estilo visual que caracteriza los films de Gil, basado en una planificación pictórica, normalmente mostrativa y omnisciente, y de gran economía dramática.
El film narra la historia de Federico, un abogado de vida disipada cuya rutina de juergas con su amante Leonor da un vuelco cuando debe hacerse cargo de un niño pequeño. Los padres del menor, una pareja que está siempre discutiendo, lo abandonan en casa del abogado tras una de sus trifulcas, y no lo recogen hasta días más tarde, cuando Federico, y su displicente secretaria, se han encariñado del niño. Fruto de este cariño, el abogado despacha a su amante ocasional, Leonor, y pide en matrimonio a la abnegada secretaria que se ha hecho cargo del pequeño.
Respecto el texto original, Rafael Gil añade nuevas situaciones y escenarios - como un cabaret, un tren o algunos exteriores madrileños-, y también nuevos personajes - como los sirvientes de Federico. Estos añadidos, más que expandir la historia, logran profundizar en el costumbrismo del film y reorientan el sentido discursivo de la pieza, cuyo protagonista ya no es de conducta intachable.
Esta película fue estrenada el 5 de junio de 1944 en el Palacio de la Música, en la Gran Vía madrileña, con notable éxito de crítica y público. En 2015 la Filmoteca Española digitalizó los materiales del film que estaban a punto de desaparecer.

## Elenco
- Juan Domenech
- Félix Fernández
- Milagros Leal
- Luis Martínez
- Manolo Morán
- José Orjas
- Nicolás D. Perchicot
- Pastora Peña
- Rafael Rivelles
- Mercedes Vecino
- José Villasante